# Giuseppe La Loggia
Giuseppe La Loggia (Agrigent, 2 de maig de 1911 – Palerm, 1994) fou un advocat i polític sicilià, fill d'Enrico La Loggia, un dels autors de l'estatut sicilià i sotsecretari de finances el 1921, i pare d'Enrico La Loggia, ministre de Silvio Berlusconi. Es llicencià en dret i fou professor de dret del treball a la Universitat de Palerm. Convençut autonomista i proper a Luigi Sturzo, ingressà a la Democràcia Cristiana Italiana i fou elegit diputat de l'Assemblea Regional Siciliana a les eleccions regionals de Sicília de 1947, 1951, 1955, 1959 i 1963. Durant molts anys fou assessor d'agricultura i finances, vicepresident regional (1951-1955) i de turisme (1963-1964). Fou president sicilià de 1956 a 1958, i la seva dimissió impulsà a la presidència Silvio Milazzo.
De 1962 a 1965 fou alcalde de Cattolica Eraclea i membre de la Cambra dels Diputats a les eleccions legislatives italianes de 1968, 1972, 1976 i 1979, en la que fou president de la Comissió de Pressupostos. El 1983 no es va presentar i fou nomenat jutge del Consell d'Estat i president de l'Institut Poligràfic de l'Estat.

## Implicació amb la màfia?
Després de la seva mort ha estat implicat per presumptes vincles amb l'entorn de la màfia. El capocosca de Villabate Antonio Mandala, en una trucada telefònica interceptada pels investigadors que estaven investigant el seu compte, va dir a Enrico La Loggia, fill de Giuseppe i un dels principals membres de Forza Italia:
| « | Enrico, tú saps d'on vinc i el que vaig fer amb el seu pare … jo sóc un mafiós com el teu pare, perquè vaig anar amb el teu pare a la recerca de vots a Villalba da Turiddu Malta, que era el capomafia de Vallelunga… Ara (ell) no hi és (més), però jo sempre podré dir que el teu pare era un mafiós ... | » |

En el judici, però, Mandalà ha dit als jutges que es vantava.
L'ex cap de la màfia italo-americà, Nicholas "Nick" Gentile, va declarar en la seva autobiografia publicada el 1963 que havia donat suport Giuseppe La Loggia en la campanya de les eleccions regionals de 1951.